# Schoolboy Blues
Schoolboy Blues (också känd under titeln Cocksucker Blues) är en blueslåt skriven av Mick Jagger och Keith Richards 1970 och var den sista singelskiva som Rolling Stones enligt skivkontrakt skulle leverera till skivbolaget Decca Records. Låten refuserades först av Decca, men släpptes 1983 i dåvarande Västtyskland på albumet The Rest of the Best som en bonussingel, men som fyra veckor efter skivsläppet togs bort från albumet.
Låten förekommer i två olika versioner. På första versionen medverkar endast Mick och Keith, men på en nyinspelning från mitten av 1970-talet medverkar resten av medlemmarna i Rolling Stones; Bill Wyman och Charlie Watts. Den senare versionen har funnits på bootlegmarknaden sedan dess.
Texten handlar om en homosexuell skolpojke som kommer till London för att "kolla läget". Han upplever ensamhet, men får kontakt med en polisman, som han har sex med . "I ain't got no money / But I know where to put it every time" ("Jag har inga pengar / Men jag vet alltid vad jag ska lägga dem på"), lyder ett par strofer på den tre minuter och 22 sekunder långa låten. Refrängen återges inte här av hänsyn till känsliga personer.

## Medverkande musiker
- Mick Jagger - sång
- Keith Richards - akustisk gitarr